# Joan de Mora

Mapa de Europa y el Mediterráneo, en una copia del Atlas catalán atribuido a Cresques Abraham.

Joan de Mora, nacido probablemente en Mallorca en el siglo XIV y ciudadano de Palma de Mallorca, fue un caballero mallorquín que actuó al servicio de la Corona de Aragón y un destacado ciudadano de la isla.
Es el protagonista de un episodio sorprendente y un poco confuso, sobre una expedición militar de la Corona de Aragón a las Islas Canarias.
La primera noticia que se tiene de él es del 26 de marzo de 1365, en una autorización por parte de Pedro IV de Aragón, para utilizar al agua de una fuente.
La expedición de Joan de Mora parte de Mallorca en 1366, sin embargo ésta no es una empresa oficial de la Corona de Aragón. Pedro IV autoriza que se le proporcionen aparejos y armas gratuitamente, con la condición de devolverlo en el plazo máximo de 2 años. Mientras que Joan de Mora ponía la galera y la tripulación. Estas condiciones se asemejan a las que tenían los corsarios españoles con el Reino de España, a los que se prestaba aparejos y armamento, y a cambio el corsario debía entregar una quinta parte del botín a la corona.
Se desconoce si estas eran las condiciones que tenía Joan de Mora.
La misión debía ser la expulsión de un enemigo de la Corona de Aragón de las Islas Canarias. Se desconoce la identidad del enemigo o del éxito de la misión.
Pero se tiene noticias que Joan de Mora retornó a Mallorca, hay varios documentos que así lo atestiguan:
- El 28 de octubre de 1369 es nombrado verger "forensis" de la isla de Mallorca, o sea verguer de todo lo que no es Palma de Mallorca.
- El 1 de septiembre de 1370 es designado guarda y custodio del castillo de Santueri.
- El 3 de febrero de 1382 se le autoriza a canalizar las aguas de la fuente de Canet, en el pueblo de Esporlas.
Hay que aclarar que existen documentos que demuestran la presencia mallorquina en Canarias desde 1340, aunque es posible que esta presencia fuera anterior, ya que muchas de estas expediciones a Canarias eran empresas privadas y posiblemente no fueron documentadas. No se sabe del éxito de la misión de Joan de Mora, pero se sabe que los mallorquines permanecieron durante 27 años más. Se tiene noticia de que la presencia mallorquina se prolongó hasta 1393, que fue el fin del Obispado de las Islas de la Fortuna. 
Las expediciones a Canarias fueron inicialmente fomentadas por el Reino de Mallorca, después de la deposición del rey de Mallorca, Jaime III de Mallorca en 1343 y su muerte 1349 a manos de las tropas de Pedro IV, la empresa canaria pasa a manos de la Corona de Aragón.